# São Domingos do Prata
Pour les articles homonymes, voir São Domingos et Domingos (homonymie).
São Domingos do Prata, fréquemment appelée Pratinha (« argent » en portugais du Brésil), est une petite ville de 17 357 habitants située au cœur des montagnes du Minas Gerais, à 600 km au nord de Rio de Janeiro. Ses activités principales sont l’agriculture et l’élevage.
Le quartier pauvre appelé Ceramica est essentiellement habité par une population brassée. Des associations françaises ont été créées pour venir en aide à la population la plus pauvre de la ville.

## Maires
| Période | Période | Identité       | Étiquette | Qualité |
| ------- | ------- | -------------- | --------- | ------- |
| 2009    | 2012    | Fernando Rolla | PTB       |         |